# Puschwitz
Puschwitz (alt sòrab: Bóšicy) és un municipi alemany que pertany a l'estat de Saxònia. Es troba a 12 kilòmetres al nord-oest de Bautzen.

## Districtes
- Guhra (Hora), 62 h.
- Jeßnitz (Jaseńca), 179 h.
- Lauske (Łusč), 89 h.
- Neu-Jeßnitz (Nowa Jaseńca), 56 h.
- Neu-Lauske (Nowy Łusč), 52 h.
- Neu-Puschwitz (Nowe Bóšicy), 67 h.
- Puschwitz (Bóšicy), 110 h.
- Wetro (Wětrow), 305 h.